# Hunter, Kansas
Hunter är en ort i Mitchell County i Kansas. Vid 2010 års folkräkning hade Hunter 57 invånare.